# Rothenthal
Rothenthal ist ein Ortsteil der sächsischen Stadt Olbernhau im Erzgebirgskreis.

## Geografie

### Lage
Rothenthal liegt etwa 4 Kilometer südlich von Olbernhau im Erzgebirge unmittelbar an der deutsch-tschechischen Grenze. Die Ortslage erstreckt sich über etwa 2,5 Kilometer am linken Ufer der Natzschung, welche nach Norden zur Flöha fließt und an dieser Stelle das gleichnamige Tal tief eingeschnittenen hat. Die Natzschung bildet in diesem Bereich zudem die Staatsgrenze zu Tschechien.
Die Ortslage ist bis auf das nördlich angrenzende Grünthal durch ausgedehnte Waldgebiete auf deutscher und tschechischer Seite von seinen Nachbarorten abgeriegelt.
Durch den Ort führt die Staatsstraße 216 Reitzenhain–Grünthal, welche den Anschluss an Olbernhau im Norden und Rübenau im Südwesten gewährleistet.

### Nachbarorte
| Olbernhau | Grünthal                                    | Brandov (Brandau) |
|           | Kompassrose, die auf Nachbargemeinden zeigt |                   |
| Rübenau   |                                             |                   |

## Geschichte

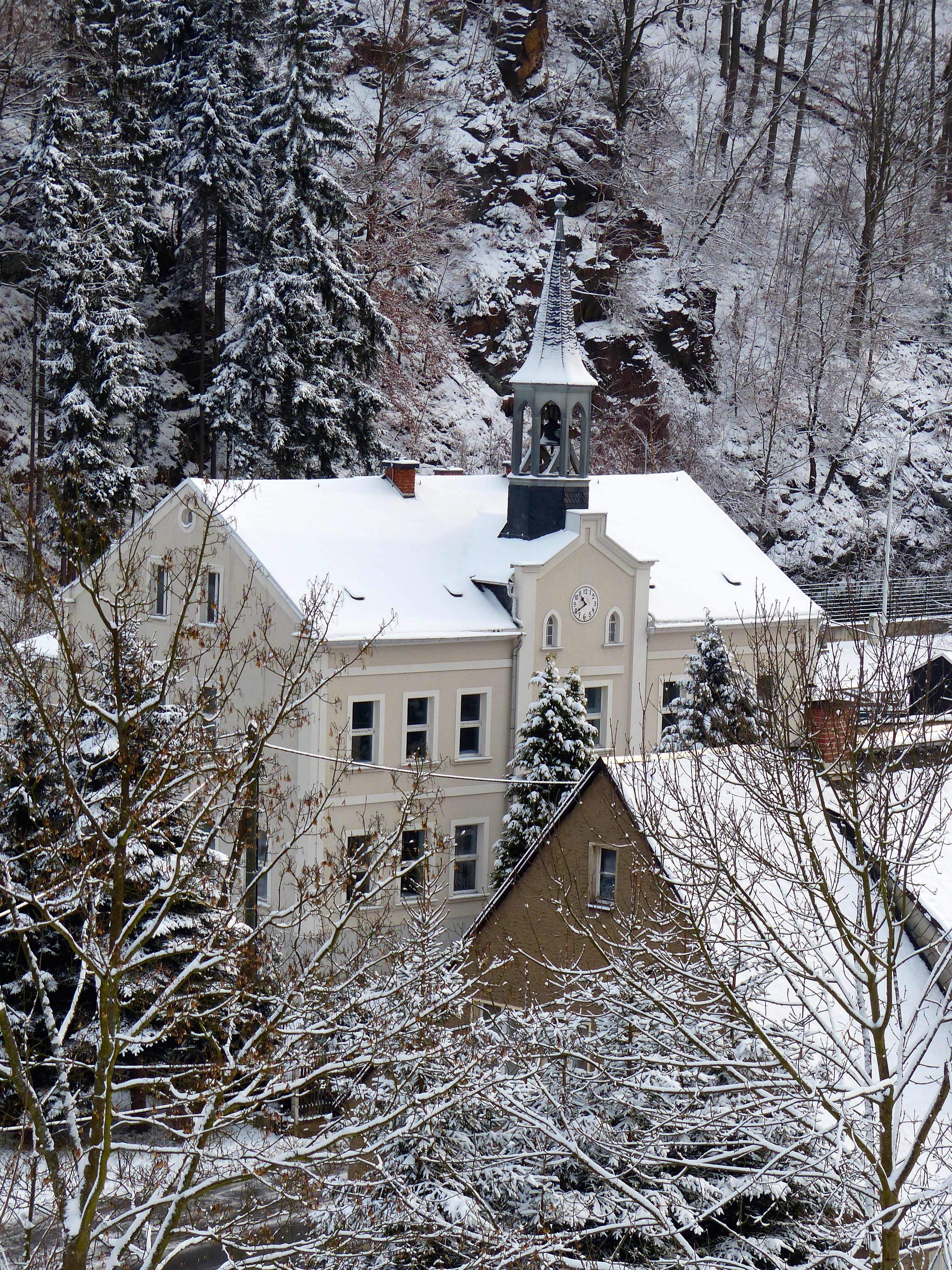
Rothenthal, Schule

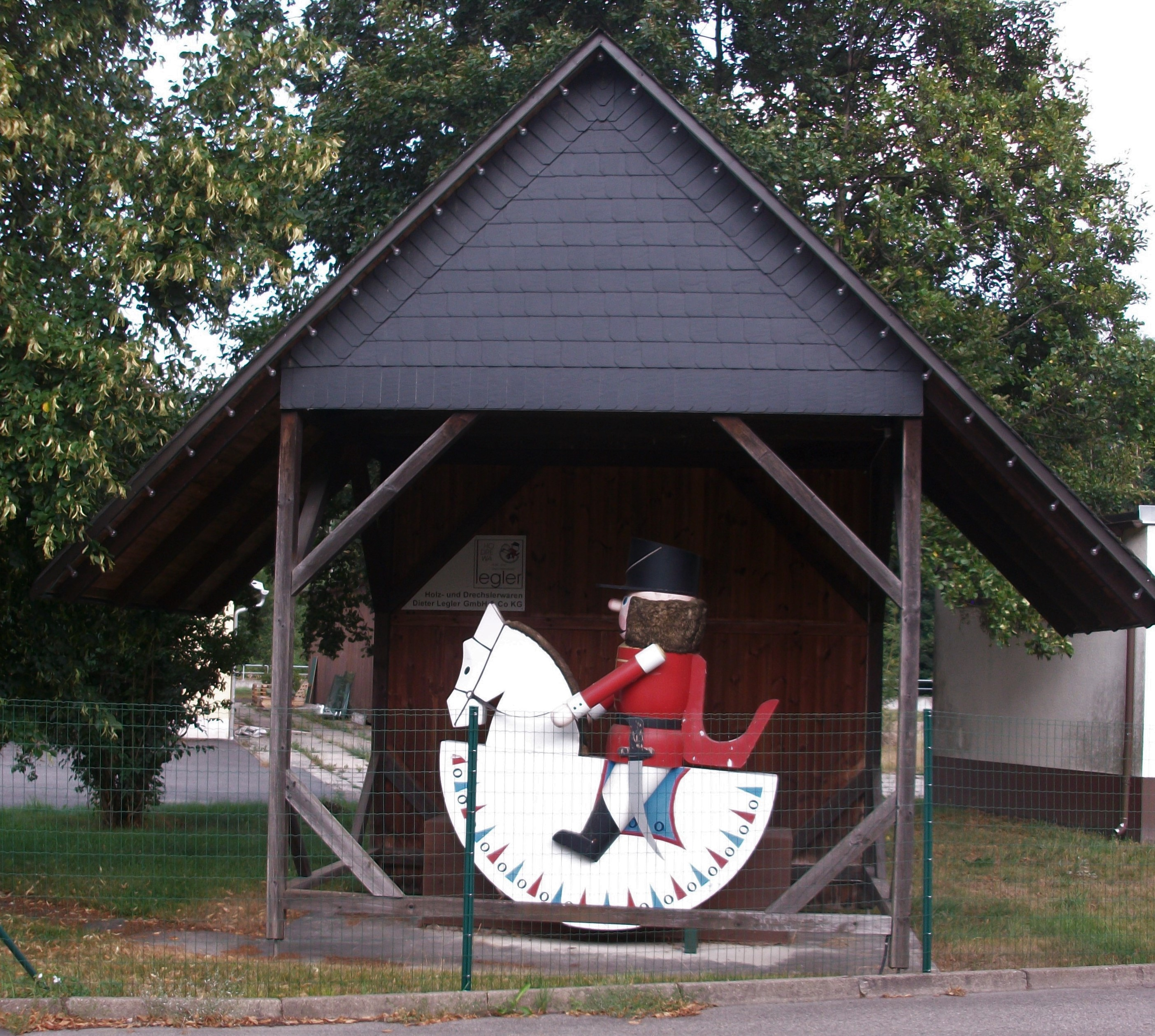
Olbernhauer Reiterlein in Rothenthal

1595 wird erstmals die Seygerhütte Grün- und Rothenthal erwähnt, die Ersterwähnung von Rothenthall datiert aus dem Jahre 1657. Die Gründung der Ansiedlung erfolgte im Jahre 1626 durch Exulanten. Die Ortsnamenform lässt eine Deutung auf bis dahin bewaldetes Gebiet, welches erst durch Rodung bewohnbar gemacht wurde, zu oder aber ist auf Augustus Rohdt, welcher hier 1626 an der Natzschung eine Drahthütte errichten lässt, rückführbar.
Gemäß Akten, die sich im Hauptstaatsarchiv Dresden befinden, beabsichtigten angeblich böhmische Geschäftsleute in der Nähe von Grünthal eine Drahthütte anzulegen. Um jenen zuvorzukommen, beantragte ebendieser Augustus Rohdt, seines Zeichens Faktor der Saigerhütte in Grünthal beim sächsischen Kurfürst das Privileg zur Errichtung einer Drahthütte auf sächsischem Gebiet. Er erhielt am 26. Juni 1626 dieses Privileg gegen Verpflichtung einer jährlichen Erbpachtzinszahlung an das Amt Lauterstein sowie der Beschränkung, seine Erzeugnisse nicht in Dresden, Pirna oder Freiberg veräußern zu dürfen, um die kurfürstliche Drahthütte in Lohmen nicht zu schädigen.
Der 1645 errichtete Blechhammer, in welchem sowohl Weiß- als auch Schwarzblech hergestellt wurde, wurde infolge mangelnden Absatzes 1649 in einen Stabhammer umgewandelt. Gemäß einem Verzeichnis aus dem Jahre 1650 arbeiteten in den Werken 66 Arbeiter, darunter 12 Drahtzieher, 4 Scheibenzieher, 12 Mann in den Hämmern, 5 Mann im Zinnhaus, 3 Mann im Frischhammer, 5 Hochofenarbeiter und 7 Köhler.
Nach Rohdts Tod übernahm sein Schwiegersohn Lingke die Werke, in dessen Familienbesitz sie noch einige Zeit blieben. In der Hammerordnung for die Blech-Hammer-Wercke in denen Aemtern Schwartzenberg, Wolcken- und Lauterstein des Kurfürsten Johann Georg II. vom 26. März 1660 wird in Punkt 24 festgelegt, dass Unsers weyland Factors Augusti Rothens Erben wegen ihrer zweyen Blech-Hämmer und Ziehn-Hauses, so sie in Rothenthal haben, an diese Ordnung mit ihren Mengenbegrenzungen, Vergütungs- und Preisfestsetzungen sowie den Strafsanktionen bei Verstößen gebunden seien. Außer Blech und Draht lieferte die Hütte auch Eisenwaren wie Pfannen für die Saigerhütte und gusseiserne Öfen.
Mitte des 18. Jahrhunderts stehen die Anlagen still und werden sukzessive in Nagelschmieden, Schneide- und Papiermühlen umgewandelt.
August Schumann nennt 1822 im Staatslexikon hierzu:
„Ehedem war hier ein Eisenhammerwerk, mit Hohofen, Zaynhämmern u. s. w. auch seit 1645 mit einem Blechhammer; da aber in der Nähe nur noch wenig Eisenstein gewonnen wird, so hat man vor etwa 60 Jahren das Werk eingehen lassen.“
Albert Schiffner ergänzt 1833 u. a.:
„Das Hammerwk gehört Hrn. Helbig, die Papiermühle Herrn Winkler. Den Blechhammer kauften früher, um der Holzdeputate theilhaft zu werden, mehrere Orte gemeinsam, u. liessen ihn eingehen.“
Weiterhin nennt Schumann eine Mahlmühle an der Natzschung sowie Waldarbeit, Flößerei, Gestellbau, Schachtel- und Nagelherstellung, Spinnen und Klöppeln als Erwerbszweige der Bevölkerung.
Gegen Ende des 18. Jahrhunderts entwickelte sich vor allem die Holzwarenindustrie, welche in ihrer Blütezeit sechs bedeutende Fabriken mit Hunderten Beschäftigten hervorbrachte.
1779 wurde ein erstes Schulgebäude errichtet, 1880 wurde es durch einen Neubau abgelöst. Im Jahr 1925 wurde Rothenthal an das Elektrizitätsnetz angeschlossen, der Anschluss an die zentrale Wasserversorgung – eine Arbeitsbeschaffungsmaßnahme – erfolgte 1929/30.
Die Stephanuskapelle wurde 1958 geweiht.
|  |  |

Zum 1. Januar 1994 wurde Rothenthal nach Olbernhau eingemeindet.

### Entwicklung der Einwohnerzahl
| Jahr | Einwohnerzahl |
| ---- | ------------- |
| 1834 | 435           |
| 1871 | 736           |
| 1890 | 927           |
| 1910 | 1.030         |

| Jahr | Einwohnerzahl |
| ---- | ------------- |
| 1925 | 1043          |
| 1939 | 944           |
| 1946 | 955           |
| 1950 | 1.008         |

| Jahr | Einwohnerzahl |
| ---- | ------------- |
| 1964 | 1.000         |
| 1990 | 649           |
| 1993 | 613           |

| Jahr | Einwohnerzahl |
| ---- | ------------- |
| 2012 | 455           |
| 2015 | 499           |
| 2018 | 398           |
| 2021 | 378           |

| Jahr | Einwohnerzahl |
| ---- | ------------- |
| 2024 | 361           |

## Söhne und Töchter des Ortes
- Karl Horn (* 1898 in Rothenthal; † 1977 in München), NSDAP-Politiker und Mitglied des Reichstages

## Trivia
Rothenthal ist Handlungsort der von Emil Rosenow 1902 verfassten Dialektkomödie Kater Lampe.
Während seiner Kandidatur für den Reichstag 1898 im Wahlkreis Marienberg/Zschopau war Rosenow oft bei einem im Ort ansässigen Drechslermeister zu Gast und erfuhr so die Kater-Geschichte, welche sich tatsächlich zugetragen hatte – und zwar mit Beteiligung der im Stück gestalteten Personen, die alle in Rothenthal bzw. der näheren Umgebung gelebt haben und Rosenow zudem bekannt waren.